# Englische Hockeynationalmannschaft der Herren
Die englische Hockeynationalmannschaft der Herren repräsentiert England auf internationaler Ebene im Hockeysport zum Beispiel bei der Hockey-Weltmeisterschaft oder der Champions Trophy. Bei den Olympischen Sommerspielen ist die englische Mannschaft nach 1908 nicht mehr vertreten, weil es eine Britische Hockeynationalmannschaft für diese Veranstaltung gibt.
England gewann die Goldmedaille bei den Olympischen Spielen 1908 im Hockey in London. Zudem wurde England 2009 Feldhockey-Europameister. Bei Weltmeisterschaften erreichten sie bislang zweimal das Halbfinale.
Aktuell (Juli 2025) steht die Nationalmannschaft in der Weltrangliste auf dem Feld auf Rang 5.

## Erfolge

### Hockey-Weltmeisterschaften
- 1971 – Nicht angetreten
- 1973 – 6. Platz
- 1975 – 6. Platz
- 1978 – 7. Platz
- 1982 – 9. Platz
- 1986 – 2. Platz
- 1990 – 5. Platz
- 1994 – 6. Platz
- 1998 – 6. Platz
- 2002 – 7. Platz
- 2006 – 5. Platz
- 2010 – 4. Platz
- 2014 – 4. Platz
- 2018 – 4. Platz
- 2023 – 5. Platz

### Hockey-Europameisterschaften
- 1970 – 6. Platz
- 1974 – 4. Platz
- 1978 – 3. Platz
- 1983 – 5. Platz
- 1987 – 2. Platz
- 1991 – 3. Platz
- 1995 – 3. Platz
- 1999 – 3. Platz
- 2003 – 4. Platz
- 2005 – 6. Platz
- 2007 – 5. Platz
- 2009 – Europameister
- 2011 – 3. Platz
- 2013 – 4. Platz
- 2015 – 4. Platz
- 2017 – 3. Platz
- 2019 – 5. Platz
- 2021 – 4. Platz
- 2023 – 2. Platz
- 2025 – 6. Platz